# Roger Carel
Roger Carel, född Roger Bancharel den 14 augusti 1927 i Paris, död 11 september 2020 i Aigre i Charente, var en fransk skådespelare och röstskådespelare.
Han är en av Frankrikes mest kända röstskådespelare genom tiderna.

## Filmografi (i urval)
- 1935 – I kronans kläder (röst till Oliver Hardy i omdubbning)
- 1940 – Pinocchio (röst till Benjamin Syrsa i omdubbning 1975)
- 1940 – Musse Pigg har ångan uppe (röst till Långben och radioröst)
- 1941 – Virvelvinden (röst till Musse Pigg)
- 1941 – Dumbo (röst till Timothy Mus i omdubbning 1984)
- 1961 – Pongo och de 101 dalmatinerna (röst till Pongo)
- 1967 – Asterix och hans tappra galler (röst till Asterix)
- 1967 – Djungelboken (röst till Kaa)
- 1968 – Asterix och Kleopatra (röst till Asterix)
- 1970 – Aristocats (röst till Roquefort och Lafayette)
- 1973 – Robin Hood (röst till Sir Väs)
- 1976 – Asterix 12 stordåd (röst till Asterix och Caius Pupus)
- 1977 – Bernard och Bianca (röst till Bernard)
- 1977 – Filmen om Nalle Puh (röst till Nalle Puh, Nasse och Kanin)
- 1977 – Stjärnornas krig (röst till C-3PO (Anthony Daniels))
- 1980 – Rymdimperiet slår tillbaka (röst till C-3PO (Anthony Daniels))
- 1982 – Fanny och Alexander (röst till Oscar Ekdahl (Allan Edwall))
- 1983 – Jedins återkomst (röst till C-3PO (Anthony Daniels))
- 1983 – Musse Piggs julsaga (röst till Benjamin Syrsa och Svarte Petter)
- 1985 – Asterix - gallernas hjälte (röst till Asterix)
- 1986 – Asterix och britterna (röst till Asterix)
- 1986 – Mästerdetektiven Basil Mus (röst till Basil)
- 1989 – Asterix - bautastenssmällen (röst till Asterix)
- 1990 – Bernard och Bianca i Australien (röst till Bernard)
- 1994 – Asterix i Amerika (röst till Asterix)